# 真·三國無雙 (2004年遊戲)
《真·三国无双》是日本光荣公司于2004年末在PlayStation Portable（PSP）平台发行的电子游戏，是真·三国无双系列首个在掌上游戏机上发布的作品。本作分别在2005年3月和11月发布了美版和欧版。本作的标语是“一骑当千的爽快感，在此登场”。虽然本作直接以《真·三国无双》命名，但其是移植自《真·三国无双3》，和系列初代作品《真·三国无双》没有直接的关系。

## 玩法
PSP版《真·三国无双》大体上和家用机平台上同系列的游戏玩法相同。玩家控制一名角色斩杀敌将，或是達到勝利條件，同时须保证己方主将不败走，在戰場不斷地推進下，玩家會因為能力上升而有強大的連招，因此本作沒有專屬武器系統。玩家初始可选的角色共有15名，魏蜀吴各5名。随着故事的进展，可以解锁更多的角色，本作中可用的角色共42名。受存储介质容量所限，本作中的角色没有太多台词，而戰場則改為網格式區域化戰鬥，同時有的副將系統，是以護衛兵和攜帶物品所合成的機制。
对战的两军各有其士气的高昂程度，随玩家的表现和战情的推进而变。士气低落的一方更容易被击败。有时玩家角色会遇到敌将要求单挑。在“单挑模式”中，一名敌方角色和玩家控制的角色在单独的场地对战，玩家若接受挑战则要在规定时间内保持角色存活或击败敌将，若拒绝挑战，则己方士气下降。在规定时间内击败敌将的话，其不会在同一次战役再出现。
以上的某些玩法直到《真·三国无双4》和《真·三国无双5》仍然保留。

## 评价
本作总体获得了中等程度的评价：其中，GameRankings打出64%的分数（满分100%），Metacritics打出62/100的分数。